# مارتن كارفر
مارتن كارفر (بالإنجليزية: Martin Carver)‏ هو عالم آثار بريطاني، ولد في 8 يوليو 1941.